# Super Mario 64
Vous lisez un « bon article » labellisé en 2009.
Super Mario 64 (スーパーマリオ64, Sūpā Mario Rokujūyon) est un jeu de plates-formes développé par le studio japonais Nintendo Entertainment Analysis and Development sous la direction de Shigeru Miyamoto et publié par Nintendo pour la Nintendo 64. Il sort au Japon et aux États-Unis en 1996 puis en Europe et en Australie en 1997. Épisode de la série Super Mario, il est un des jeux disponibles au lancement de la console.
Il est le premier jeu de la série entièrement en 3D temps réel et propose à ce titre une liberté totale de mouvement, de larges niveaux ouverts, et une 3D polygonale en contraste avec les sprites en 2D des Mario précédents. Il conserve également de nombreux éléments du gameplay et de l'univers des précédents volets.
Le remake amélioré Super Mario 64 DS sort en 2005 sur la console portable Nintendo DS. Le 18 septembre 2020, Super Mario 64 ressort sur Nintendo Switch dans la compilation Super Mario 3D All-Stars.

## Trame
Super Mario 64 débute par une lettre de la princesse Peach qui a invité Mario à manger un gâteau qu'elle a préparé dans son château. Cependant, une fois rentré dans le château, Mario découvre que Bowser a fait prisonnière la princesse ainsi que ses serviteurs en utilisant le pouvoir des 120 étoiles du château. La plupart des peintures du château sont des portes vers d'autres mondes, dans lesquels les serviteurs de Bowser gardent les étoiles. Mario cherche ces portes dans le château pour entrer dans ces mondes et récupérer les étoiles. Il obtient l'accès à de nouvelles pièces lorsqu'il obtient des étoiles, et il devra affronter Bowser à trois reprises dans des niveaux spéciaux. Vaincre Bowser les deux premières fois permet à Mario d'obtenir une clef vers un autre niveau du château, tandis que le dernier combat permet de libérer Peach. Cette dernière récompensera Mario en lui préparant le gâteau qu'elle lui avait promis.
Super Mario 64 se déroule dans le château de la princesse Peach, qui se compose de trois étages, un sous-sol, des douves et une cour. La zone à l'extérieur du château est une zone d'introduction dans laquelle le joueur peut expérimenter tous les nouveaux mouvements permis par la 3D. Des peintures et des murs secrets éparpillés à travers le château permettent d'entrer dans les niveaux.

## Système de jeu

### Généralités
Super Mario 64 ouvre une nouvelle ère pour la série des Super Mario, de par son passage à la 3D. Ainsi, la proportion d'ennemis baisse considérablement, alors que les obstacles et les plates-formes se diversifient. Chaque niveau est un monde à part dans lequel le joueur est libre de se déplacer dans toutes les directions et de découvrir l'environnement sans limites de temps. Les mondes sont remplis d'ennemis qui attaquent Mario ainsi que de créatures amies qui offrent leur aide, donnent des informations, ou demandent un service (tels que les Bob-omb roses pacifiques). Le joueur collecte des étoiles dans chaque niveau ; certaines d'entre elles n'apparaissent qu'après avoir accompli certaines tâches, auxquelles le titre du niveau fait généralement allusion. Ces défis incluent des combats contre des boss, la résolution d'énigmes, la course contre un adversaire, ou encore le recueil de pièces. Lorsque le nombre d'étoiles collectées augmente, de nouvelles zones du château deviennent accessibles.

### Contrôles

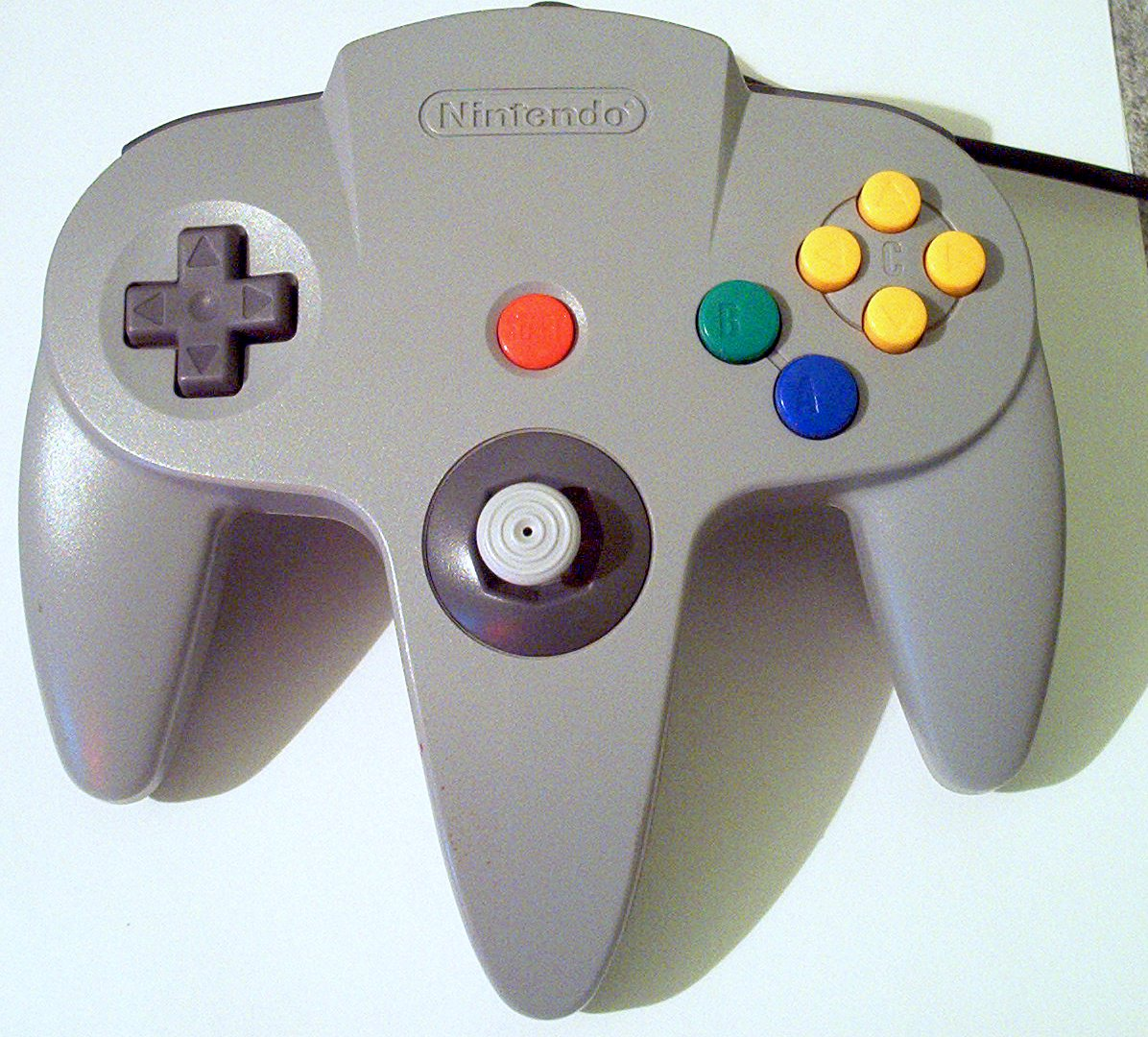
La maniabilité de Super Mario 64 est très innovante pour l'époque, le stick analogique sert à diriger Mario tandis que les boutons C permettent de déplacer librement la caméra.

Mario dispose de 28 mouvements distincts, plus nombreux et variés que dans les épisodes précédents. Mario marche, court, saute, vole, nage, attaque, ou grimpe dans des arbres. Ces mouvements tirent parti du stick analogique de la console (par exemple, Mario marche ou court plus ou moins vite selon l'inclinaison du stick). Il est possible d'exécuter des sauts spéciaux en combinant un saut normal avec d'autres actions : les double et triple sauts (sauter deux ou trois fois à la suite, respectivement), le saut long et le salto. Il y a également des mouvements spéciaux, tels que le saut contre les murs, qui permet d'atteindre des endroits élevés en sautant d'un mur à l'autre,. Le joueur peut ramasser certains objets, une capacité qui est utilisée pour résoudre certaines énigmes, et nager sous l'eau à diverses vitesses. Mario perd lentement des points de vie lorsqu'il est sous l'eau, représentant le temps durant lequel il peut retenir son souffle,.

### Niveaux
Super Mario 64 contient quinze niveaux auxquels le joueur peut accéder plus ou moins librement (certaines portes requièrent un nombre d'étoiles ou une clef pour être franchies), et dans n'importe quel ordre, à partir du château. Chaque niveau est divisé en six missions qui permettent d'obtenir une étoile de puissance distincte. De plus, chaque niveau comporte une 7e étoile qui est obtenue en trouvant cent pièces dans le monde concerné,.
L'ambiance des niveaux est variée et hérite des épisodes précédents (prairies, volcans, déserts, montagnes enneigées, îles, etc.). Chaque niveau propose des tâches diverses à accomplir (battre un boss, faire la course contre un challenger, récupérer huit pièces rouges, etc.). La fin du jeu est accessible sans avoir trouvé toutes les étoiles de puissance. Il y a en effet deux buts : retrouver les 120 étoiles, et battre trois fois Bowser pour délivrer la princesse Peach. Chaque objectif peut être réalisé indépendamment des autres.
Une fois les 120 étoiles récupérées, quelques secrets s'ajoutent au jeu. Le canon de la cour s'ouvre, ce qui permet d'accéder au toit du château. On y trouve alors Yoshi qui donne à Mario 99 vies, une nouvelle capacité qui permet, lors du triple saut, d'être entouré d'étoiles et permet à Mario de rebondir partout, même après une longue chute, mais ne permet plus le saut mural. Il reçoit également une lettre des concepteurs du jeu. Il y a également un bloc rouge qui permet à Mario de voler à l'extérieur du château. Le manchot avec lequel Mario pouvait faire la course a grossi et est alors bien plus difficile à vaincre.

### Pouvoirs
Mario dispose de trois transformations, symbolisées par des casquettes différentes : la première (que l'on trouve dans des blocs verts) le transforme en Métal Mario, lui permettant, entre autres, d'évoluer plus facilement sur le fond des étendues d'eau (il devient incapable de nager), ainsi que de devenir invincible et insensible au gaz toxique, mais il reste vulnérable aux chutes. La deuxième (blocs bleus) le transforme en Mario Invisible, offrant à Mario la capacité de traverser certains murs, et la troisième (blocs rouges) lui permet de se transformer en Mario Ailé et de voler. Sous cette forme, il suffit de faire un triple saut sur place pour s'envoler. Les trois transformations sont utilisables pendant un temps limité,.

## Développement

### Généralités
Le développement de Super Mario 64 dure moins de 2 ans. Cependant, il a été dit que le producteur et directeur Shigeru Miyamoto a déjà imaginé un Mario en 3D plus de cinq ans avant, en travaillant sur Star Wing. Miyamoto développe la plupart des concepts pendant l'ère de la Super Nintendo et pense utiliser la puce Super FX pour en faire un jeu Super Nintendo, mais décide finalement de le développer pour la Nintendo 64 à cause de limitations techniques,. IGN écrit que Miyamoto a imaginé son idée comme un projet de jeu appelé Super Mario FX. Sur son compte Twitter, Dylan Cuthbert déclare qu'il n'y a jamais eu de jeu appelé Super Mario FX en développement, et que Super Mario FX était le nom de la puce FX en interne.
Super Mario 64 est présenté pour la première fois au Nintendo Space World en novembre 1995, préparant le lancement médiatique de la Nintendo 64. Une version jouable était déjà disponible.

### Conception dugameplayet des niveaux

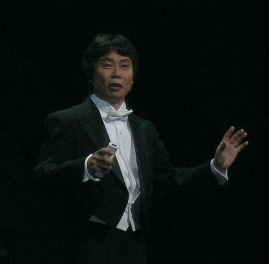
Shigeru Miyamoto, le réalisateur et producteur de Super Mario 64.

Le développement débute par la création des personnages et du système de caméra. Au début, Miyamoto et les autres développeurs ne sont pas sûrs de la direction que le jeu doit prendre, et ils passent ainsi plusieurs mois à sélectionner une vue et un rendu approprié. Le concept original était un jeu avec des chemins linéaires comme dans un jeu en 3D isométrique (similaire à Super Mario RPG: Legend of the Seven Stars), avant qu'ils ne décident de faire un jeu en 3D libre. Bien que la majorité des niveaux de Super Mario 64 aient une structure en 3D libre, des éléments du concept initial (chemins linéaires) sont restés dans certaines parties du jeu, en particulier dans les trois niveaux incluant Bowser. L'un des programmeurs de Super Mario 64, Giles Goddard, explique que ces éléments linéaires ont survécu pour forcer le joueur à aller affronter Bowser plutôt que d'explorer le niveau. L'équipe de développement porte beaucoup d'attention aux mouvements de Mario et, avant que les niveaux ne soient créés, teste déjà les animations de Mario sur une simple grille. Le premier scénario de test — visant à essayer les contrôles et la simulation physique — implique Mario et le lapin Mips[réf. nécessaire], surnommé ainsi en référence au processeur MIPS de la Nintendo 64. Cette scène est toujours présente dans le jeu final en tant que mini-jeu.
Shigeru Miyamoto a déclaré que la philosophie de conception directrice derrière Super Mario 64 était d'inclure « plus de détails » que dans les jeux antérieurs à la Nintendo 64. Certains sont inspirés de la vie réelle. Par exemple, un personnage est fondé sur la femme du directeur Takashi Tezuka « qui est d'ordinaire très calme, mais qui a un jour explosé, furieuse de tout le temps qu'il passait au travail. Ainsi dans le jeu, il y a un personnage qui rétrécit quand Mario le regarde, mais lorsque Mario se retourne, il devient de plus en plus gros et menaçant. » Super Mario 64 est également caractérisé par le fait qu'il comporte plus de casse-têtes que les jeux précédents de la série Mario. Il a été développé parallèlement avec The Legend of Zelda: Ocarina of Time, mais comme ce dernier sortira plusieurs années plus tard, quelques casse-têtes ont été enlevés du jeu et utilisés pour Super Mario 64.

### Audio
La musique est composée par Koji Kondo, qui utilise de nouvelles interprétations des mélodies familières des jeux précédents, et du matériel entièrement nouveau. Super Mario 64 est l'un des premiers jeux de la série à inclure des voix d'acteurs tel que Charles Martinet pour la voix de Mario. Leslie Swan, alors rédactrice en chef de Nintendo Power, interprète la Princesse Peach et a écrit le texte du jeu, et Isaac Marshall a fait la voix de Bowser. Les personnages parlent plus dans la version anglaise que dans la version japonaise. En outre, les dialogues et certains sons sont différents entre les versions japonaises et anglaises. Certains des changements vocaux de la version anglaise ont été incorporés dans l'édition Rumble Pak japonaise. En revanche, Super Mario 64 DS utilise les mêmes voix pour les deux versions.

## Accueil

### Succès commercial
Super Mario 64 est un immense succès critique et commercial. Il s’écoule à plus de onze millions d’exemplaires à travers le monde. C'est le jeu le plus vendu de la Nintendo 64 et de la cinquième génération de consoles. Il est considéré comme l’un des titres les plus marquants de l’histoire du jeu vidéo et une grande référence pour la cinquième génération de console. Il est acclamé comme révolutionnaire, en particulier pour son système de caméra dynamique et l’utilisation novatrice du contrôle analogique. Il redéfinit le jeu de plates-formes, établissant un nouveau standard pour le genre, de la même façon que Super Mario Bros. en 1985. Il pose les bases du jeu vidéo en 3D, et a une influence durable sur les jeux à venir. Le jeu est réédité sur iQue Player pour le marché chinois en 2003, puis sur la console virtuelle Wii en 2006.
Super Mario 64 a été un réel succès commercial. Il est le jeu Nintendo 64 le plus vendu. À la fin de 2007, le livre Guinness des records indiquait un total de 11,8 millions d'unités vendues. En Europe, il fut la meilleure vente de la console avec 3,10 millions d'unités vendues selon les données de VG Chartz. Jusqu'au 25 septembre 2007, c'était le septième jeu le plus vendu aux États-Unis avec 6 millions d'unités vendues. Jusqu'à juin 2007, Super Mario 64 est devenu le second titre le plus populaire sur la Console Virtuelle de la Wii.

### Critique de la presse spécialisée
Super Mario 64 a reçu les éloges de la presse spécialisée, et est encore aujourd'hui salué unanimement par les critiques.
Nintendo Power a fait l'éloge des graphismes, du son et de son gameplay, mais remarque que s'habituer au contrôle de la caméra prend un certain temps. X64 fait l'éloge de la liberté de mouvement que propose Super Mario 64 et le qualifie d'« intelligent et d'une grande richesse ». Ils remarquent toutefois que les contrôles sont plus durs à prendre en main que dans les précédents épisodes de Super Mario. Gamekult fait remarquer que le jeu a « posé toutes les bases du jeu de plates-formes 3D » et considère qu'il « était un jeu en avance sur tous les plans, tant et si bien que le débat sur son héritier est encore ouvert plus de dix ans après ». Game Revolution note que les graphismes sont « magnifiques », mais critique le système de caméra, disant « qu'il ne fonctionne pas aussi bien qu'il devrait ». Next Generation Magazine a loué de nombreux aspects du jeu : musique, graphismes, l'absence de temps de chargement, et la taille du jeu. Ils reprochent néanmoins au jeu d'être moins accessible que les précédents opus de Super Mario, notant qu'occasionnellement les mouvements de la caméra sont imprévisibles et frustrants. Official Nintendo Magazine appelle le jeu un « chef-d'œuvre de game design » et a déclaré que « Nintendo a pris sa franchise numéro un en 2D et l'a convertie sans la moindre faute en 3D ».
Les développeurs de jeux vidéo ont fait l'éloge de Super Mario 64 pour sa conception et son utilisation du gameplay en 3D. Michael Grayford de Liquid Entertainment a déclaré qu'il était au début dubitatif quant à la taille et à l'ouverture du jeu la première fois qu'il y a joué. Après y avoir joué encore par la suite, il était « très satisfait » et a déclaré que « chaque niveau amène des éléments de gameplay uniques ». Warren Spector, l'ancien designer en chef de Ion Storm Inc., a déclaré qu'il n'était « pas possible de faire rentrer autant de gameplay dans un seul jeu » et que « aucun jeu n'a mieux réussi à indiquer les buts avant qu'ils ne puissent être atteints, permettant ainsi aux joueurs de se préparer puis d'exécuter leur plan ». Il a également fait remarquer que l'aspect exploration du jeu permettait aux joueurs « d'explorer les mêmes endroits plusieurs fois tout en découvrant quelque chose de nouveau à chaque fois ».

### Distinctions
Super Mario 64 a reçu de nombreuses récompenses, comme le label « Jeu de l'Année » que lui ont décerné de nombreux médias sur les jeux vidéo. Super Mario 64 est souvent très bien placé dans les listes des « meilleurs jeux de tous les temps » par beaucoup de critiques, dont IGN,,, Game Informer, Yahoo! Games, Official Nintendo Magazine, et Nintendo Power. Electronic Gaming Monthly a décerné une médaille d'or dans son test initial, et dans le magazine anglais Edge, Super Mario 64 a été le premier jeu à recevoir la note maximale. Gamekult l'a placé en première position dans son classement des meilleurs jeux de lancement. GameSpot l'a nommé l'un des quinze jeux les plus influents de tous les temps, et a noté 9.4 la version Nintendo 64 et 8 la version Wii sur la Console Virtuelle,,. Le magazine japonais Famitsu a noté Super Mario 64 39/40. Sur le top 100 des meilleurs jeux de tous les temps de Jeuxvideo.com, ce jeu est à la première place.

## Postérité

### Rumeurs et secrets
En raison de la popularité du jeu, des rumeurs à propos de bugs et secrets ont circulé rapidement après sa sortie, notamment aux États-Unis. La rumeur la plus commune est que Luigi, le frère de Mario, est un personnage secret du jeu. Elle est alimentée par la présence dans la cour du château d’une stèle sur laquelle serait écrit « L is real 2401 » : la lettre L désignerait Luigi et 2401 correspondrait à la date de sortie de Paper Mario aux États-Unis, le 4 février 2001 (2/4/01). Cela a conduit certains fans à supposer que le personnage de Luigi pourrait être débloqué. En 1996, IGN avait reçu tant de questions et de méthodes supposées débloquer Luigi que leur équipe avait offert une récompense de 100 dollars à quiconque prouverait que Luigi était dans le jeu. Le nombre de faux codes envoyés à IGN a baissé considérablement depuis, et aucune méthode n'a fonctionné. Nintendo a toujours nié que Luigi était jouable, et n'a jamais commenté sur le « L is real 2401 » à part dans le numéro du premier avril 1998 de Nintendo Power. Dans ce numéro, la section « News en Bref d'avril » dit que la phrase cryptique est discutée en page 128, mais le magazine n'a que 106 pages. La section contient également un article facétieux appelé Luigi 64, qui commente la rumeur avec humour. Étrangement, c'est en juin 2020, soit 24 ans et 01 mois (L is real 2401) après la sortie initiale de Super Mario 64, que des modèles 3D inutilisés de Luigi ont été découverts dans les fichiers de développement du jeu, durant le Gigaleak de 2020.

### Influences sur le genre ou les jeux
Les critiques attribuent le succès initial de la Nintendo 64 à Super Mario 64. Edge notamment l'appelle le « titre clef du lancement »,,,. Le jeu a également été une référence pour tous les jeux de plateformes en 3D qui ont suivi,. Super Mario 64 a été listé comme l'un des jeux les plus influents de tous les temps par GameSpot et GameDaily.  Ce dernier remarque « qu'il a défini l'expérience de la plateforme en 3D, influençant de nombreux concepteurs de jeu à créer leur propre offre ». Le jeu est considéré par 1UP.com comme l'un des premiers jeux à avoir amené une série de jeux 2D en 3D temps réel. Dans sa transition vers la 3D, beaucoup des habitudes de la série ont été repensées de façon drastique, en plaçant l'accent sur l'exploration aux dépens des sauts de plateformes traditionnels.
GamesTM a noté que beaucoup d'entreprises, y compris Nintendo, ont essayé de développer un jeu de plateforme qui soit du niveau de Super Mario 64. Super Mario 64 était remarquable pour ses sensations de liberté et sa non-linéarité. Le château et son jardin, où le joueur peut s’entraîner avant d'entrer dans les niveaux eux-mêmes, était un concept original qui a été réutilisé depuis dans d'autres jeux de plateformes tels que Banjo-Kazooie. En outre, l'idée de missions à l'intérieur de niveaux a été une source d'inspiration pour d'autres concepteurs. Ainsi, Martin Hollis, qui a produit et dirigé GoldenEye 007, dit que « l'idée d'un grand nombre de missions contenues dans un seul niveau vient de Super Mario 64 ».
Super Mario 64 a été le premier jeu à offrir une caméra « libre » qui pouvait être contrôlée indépendamment du personnage. La plupart des jeux en 3D à cette époque utilisaient une vue à la troisième personne, ou une caméra fixée dans une position relative au personnage du joueur, ou fixée par rapport au niveau. Pour permettre au joueur d'explorer librement, et pour permettre un contrôle plus fluide dans un monde en 3D, les développeurs ont créé un système dynamique où la caméra était opérée par Lakitu. Nintendo Power a déclaré que le contrôle de la caméra est ce qui a permis aux jeux de plateforme de faire leur transition vers la 3D. Edge a déclaré que le jeu a changé ce qu'attendent les joueurs des mouvements en 3D à jamais. Le système de caméra deviendra le standard des jeux de plateformes en 3D dans le futur. Le stick analogique de la Nintendo 64 a permis un contrôle du personnage plus précis et plus vaste que la croix directionnelle d'autres consoles, et Super Mario 64 a utilisé cela d'une façon qui était unique en son temps. Les contrôles sont entièrement analogiques et permettent une étendue de mouvements à 360 degrés dans l'espace 3D. Le stick analogique permet aussi certaines subtilités comme contrôler la vitesse à laquelle marche Mario en inclinant plus ou moins le stick.

### Remakeet suites
Une nouvelle édition de Super Mario 64 est sortie au Japon le 18 juillet 1997. Intitulée Super Mario 64 Rumble Pak Support Version (スーパーマリオ64 振動パック対応バージョン, Sūpā Mario Rokujūyon Shindō Pakku Taiō Bājon), ou Shindō Super Mario 64, cette version peut supporter la vibration grâce au Rumble Pak et intègre les voix de la version américaine,. En 1998, Super Mario 64 est sorti à nouveau en Europe et Amérique du Nord dans la gamme Player's Choice, une sélection de jeux ayant été beaucoup vendus, offerts à un prix réduit. Le jeu est également sorti sur la console virtuelle de la Wii aux États-Unis le 19 novembre 2006 et dans le reste du monde dans les semaines qui ont suivi. Cette sortie ajoute la compatibilité avec la manette de la Nintendo GameCube et avec la Wiimote, et améliore les graphismes.
Pour le vingtième anniversaire de la franchise, un remake amélioré pour les consoles de la famille Nintendo DS appelé Super Mario 64 DS est sorti en 2005. Yoshi, Luigi, et Wario ont été ajoutés comme personnages jouables, le remake inclut des  graphismes refaits pour la console, des étoiles et des niveaux additionnels, des mini-jeux au stylet et un mode multijoueur. Les critiques étaient pour la plupart positives, et jusqu'au 31 mars 2008, Super Mario 64 DS s'est vendu à 6,12 millions d'unités à travers le monde,,.
Une suite directe intitulée Super Mario 64 2 était prévue pour le Nintendo 64DD. Shigeru Miyamoto a déclaré lors de l'Electronic Entertainment Expo (E3) de 1997 qu'il « venait juste de commencer » le projet. En mai 1999, Super Mario 64 2 était censé sortir fin 1999 ; cependant, le jeu est annulé à la suite de l'échec de la console, ainsi qu'au manque de progrès dans le développement du jeu,. 
Une autre suite, Super Mario 128, avait été annoncée par Nintendo au début des années 2000, mais après plusieurs reports sans rien n'avoir montré d'autre qu'une démo technique, Shigeru Miyamoto prévient que le jeu est annulé. Il s'avérera que la plupart des concepts prévus pour Super Mario 128 ont finalement été basculés sur Super Mario Galaxy après l'annulation.
Super Mario 64 connaît  plusieurs suites sur les consoles suivantes de Nintendo. Super Mario Sunshine sur GameCube se base sur le gameplay de Super Mario 64 tout en ajoutant une pompe à eau. Le Mario en 3D suivant, Super Mario Galaxy, sort sur Wii en novembre 2007 et propose un gameplay ouvert similaire. Une voie également prolongée par Super Mario Galaxy 2 dont un niveau, Forteresse Rétro, pastiche ouvertement Super Mario 64. Super Mario Odyssey sur Switch contient de très nombreuses références à Super Mario 64, comme le fait de pouvoir rentrer dans des tableaux ou encore un niveau entier identique au jardin du château.
Le 3 septembre 2020, à l'occasion du trente-cinquième anniversaire de la franchise, Nintendo annonce la sortie d'une compilation pour sa console hybride, la Nintendo Switch, ayant comme titre Super Mario 3D All-Stars et regroupant trois aventures en trois dimensions de la mascotte de la firme japonaise, à savoir Super Mario 64, Super Mario Sunshine et Super Mario Galaxy. Cette compilation sort le 18 septembre 2020 et est en vente jusqu'au 31 mars 2021.

### Marché de l'occasion
Avec l'explosion du rétrogaming dans les années 2010, le prix de Super Mario 64 sur Nintendo 64 s'est envolé. C'est ainsi que le 12 juillet 2021, lors d'une enchère, le jeu s'est vendu pour la somme inédite de 1,56 million de dollars. C'est la première fois qu'une cartouche de jeu vidéo dépasse le million de dollars.